# The Rose (film)
The Rose è un film drammatico del 1979 diretto da Mark Rydell, racconta la storia di una rockstar autodistruttiva degli anni 60 che lotta per far fronte alle pressioni costanti della sua carriera e le esigenze del suo manager senza scrupoli. Il film è interpretato da Bette Midler, Alan Bates, Frederic Forrest, Harry Dean Stanton, Barry Primus e David Keith. La storia è liberamente ispirata alla vita della cantante Janis Joplin. Originariamente intitolato Pearl, soprannome di Joplin e titolo del suo ultimo album, è stato romanzato dopo che la sua famiglia ha rifiutato di consentire ai produttori i diritti per la sua storia. È stato scritto da Bill Kerby e Bo Goldman da un racconto di Bill Kerby, e diretto da Mark Rydell.
The Rose è stato candidato a quattro premi Oscar tra cui Miglior attrice in un ruolo principale (Bette Midler, nel suo debutto sul grande schermo), miglior attore non protagonista (Frederic Forrest), miglior montaggio e miglior sonoro.
Bette Midler ha eseguito la colonna sonora per il film, e la title track è diventato uno dei suoi più grandi singoli di successo.

## Trama
Verso la fine del 1969, Mary Rose Foster è una famosa rock and roll diva conosciuta come "The Rose". Nonostante il successo, è una ragazza autodistruttiva e solitaria, e continua a lavorare per il suo burbero e avido promotore Rudge Campbell. Anche se forte e tenace, Rose è un'alcolizzata, con problemi di dipendenza da droghe ed ex insicura, che sembra desiderare costantemente l'approvazione nella sua vita. Come tale, è determinata a tornare alla sua città natale, ora come una superstar. Dopo essere stata umiliata da una stella del suo paese di nome Billy Ray, Rose incontra un autista di limousine chiamato Houston Dyer e inizia una storia d'amore con lui. Rudge pensa che Houston sia solo un altro sfruttatore, ma Rose pensa di aver finalmente incontrato il vero amore. Houston le dice che è in realtà un sergente dall'esercito, e lei gli racconta il suo passato in Florida. I due avranno un rapporto turbolento, ma lo stile di vita di Rose, tutto "sesso, droga e rock & roll" e costantemente in tour, la condurranno ad una rottura inevitabile. Houston e Rose si lasciano e Rose fa ritorno al suo paese per il suo show, ma nei primi minuti della performance crolla sul palco stroncata da una overdose fatale (alcol, barbiturici e eroina) proprio durante il tanto atteso concerto di ritorno a casa a Jacksonville in Florida.

## Riconoscimenti
- 1980 - Golden Globe
  - Migliore attrice in un film commedia o musicale (Bette Midler)
  - Migliore attrice debuttante (Bette Midler)
  - Miglior canzone originale (The Rose)